# Nathan Cobb

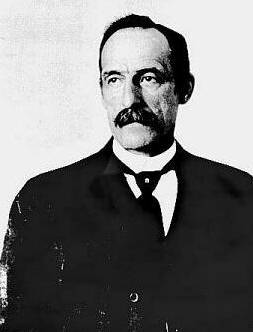
Nathan Cobb

Nathan Augustus Cobb (* 30. Juni 1859 in Spencer, Massachusetts; † 4. Juni 1932 in Baltimore, Maryland) war ein US-amerikanischer Zoologe, Pflanzenpathologe und Nematologe.

## Leben
Cobb wuchs in einfachen ländlichen Verhältnissen auf. Er bestand eine Aufnahmeprüfung als Lehrer und studierte Chemie am Worcester County Free Institute of Industrial Science. Darauf war er bis 1887 Lektor für Naturwissenschaften am Williston Seminary in Easthampton.
Cobb ging 1887 zu Ernst Haeckel an die Universität Jena und hat dort 1888 mit einer Arbeit über Fadenwürmer des Belugawals promoviert. Anschließend begab er sich auf eine Reise nach Australien, konnte aber im dortigen Wissenschaftsbetrieb zunächst nicht unterkommen und musste sich mit Gelegenheitsarbeiten über Wasser halten. Schließlich nahm er 1890 eine Stellung als Pflanzenpathologe in der Landwirtschaftsbehörde von New South Wales an.
1905 wechselte Cobb als Pflanzenpathologe zur Hawaiian Sugar Planters Association nach Honolulu und zwei Jahre später in die Zentrale des US-Landwirtschaftsministeriums in Washington, wo er das heute noch bestehende nematodologische Labor begründete. Auch nach seiner Pensionierung 1924 setzte er seine Arbeiten fort.
Cobb wird als einer der Begründer der Nematologie angesehen, der mehr als 1.000 Arten beschrieben hat. Er war ein äußerst produktiver und vielseitiger Forscher auf dem Gebiet der Pflanzenkrankheiten und der marinen Nematoden.